# Typhocesis macleayi
Typhocesis macleayi är en skalbaggsart som beskrevs av Francis Polkinghorne Pascoe 1863. Typhocesis macleayi ingår i släktet Typhocesis och familjen långhorningar. Inga underarter finns listade i Catalogue of Life.